# Genesis Motors
Genesis Motors est un constructeur automobile de luxe sud-coréen fondé par Hyundai Motor Group en 2015, et filiale de Hyundai.

## Histoire

### Préambule
La Hyundai Genesis est un modèle haut de gamme produit par le constructeur automobile coréen Hyundai Motor en 2008. Il s'agit d'une voiture de luxe destinée à concurrencer les Mercedes Classe S, Audi A8 et autres BMW Série 7, uniquement commercialisée sur le marché nord-américain. Pour mieux se distinguer des modèles généralistes de Hyundai, la Genesis s'est dotée d'éléments spécifiques dont le plus significatif est son logo propre. Une seconde génération revue en profondeur sort en 2014 et pour la première fois, malgré des prévisions de ventes faibles, elle est importée en Europe.

### Une marque à part entière
Le succès de la première génération d'automobile de Genesis a décidé Hyundai, en novembre 2015, d'en faire sa division de luxe. Tel Citroën et la marque DS, Genesis devient une marque à part entière.  La même année la marque donne naissance à un deuxième modèle haut de gamme après la Genesis G80, la Genesis G90 devant remplacer l'Equus. Cinq autres modèles sont prévus dans les cinq années à venir pour donner naissance à une gamme complète. 
Au salon de New York 2016, Genesis Motors dévoile un concept de berline de luxe nommé New York Concept. Il préfigure le style des futurs modèles de Genesis et une berline familiale, future concurrente entre autres des Audi A4, Mercedes Classe C et BMW Série 3.
Hyundai annonce dans un premier temps que la marque sera lancée en Europe pour l'année 2019 pour concurrencer les marques allemandes Audi, Mercedes-Benz et BMW. En raison de l'absence de motorisations diesel, hybrides et 100 % électrique et de modèles de SUV dans la gamme, le lancement est reporté en 2021. Le constructeur lance la berline Genesis G80 et le SUV Genesis GV80 en Allemagne, en Suisse et au Royaume-Uni à partir de juin 2021, suivi des G70 et GV70 fin 2021 et du GV60, un véhicule électrique.

### Entrée en compétition automobile
Le 12 septembre 2024, Hyundai Motor Group annonce son entrée en compétition automobile sur circuit et particulièrement en endurance à travers sa marque de luxe Genesis avec les 24 Heures du Mans en ligne de mire. Les débuts en compétition son prévus pour 2026 en Europe à travers le championnat du monde d'endurance (FIA WEC) en 2026 et aux États-Unis en 2027 avec l'IMSA.
Le 4 Décembre 2024 Genesis annonce la strucuture technique[pas clair] de son programme ainsi que le design et le nom de son prototype, La GMR-001

## Modèles

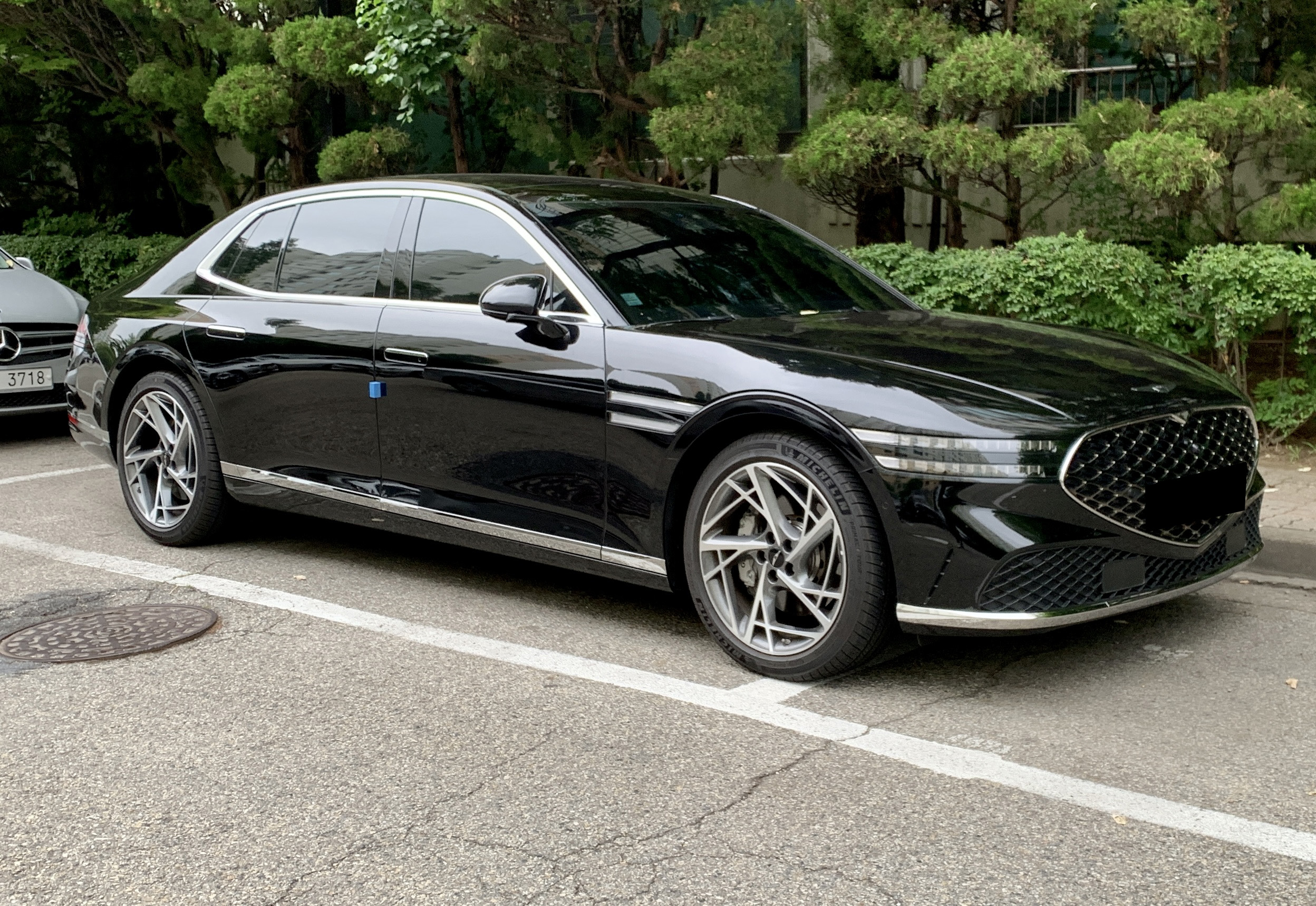
Genesis G90

- Genesis GV60
- Genesis GV70[6]
- Genesis GV80
- Genesis G70
- Genesis G80
- Genesis G90

## Concept cars
- Genesis New York Concept, présenté au salon de New York 2016[7]
- Genesis Essentia Concept, présenté au salon de New York 2018[8]
- Genesis X Concept, présenté le 31 mars 2021[9].
- Genesis X Speedium Coupé, présenté en août 2022[10].
- Genesis X Convertible Concept, présenté en novembre 2022[11]
- Genesis GV80 Coupé Concept, présenté en avril 2023[12]
- Genesis GV60 Magma Concept, présenté en mars 2024 salon de l'automobile de New York[13].
- Genesis Neolun, présenté en mars 2024 salon de l'automobile de New York[14].